# Барон Хардинг Петертонский

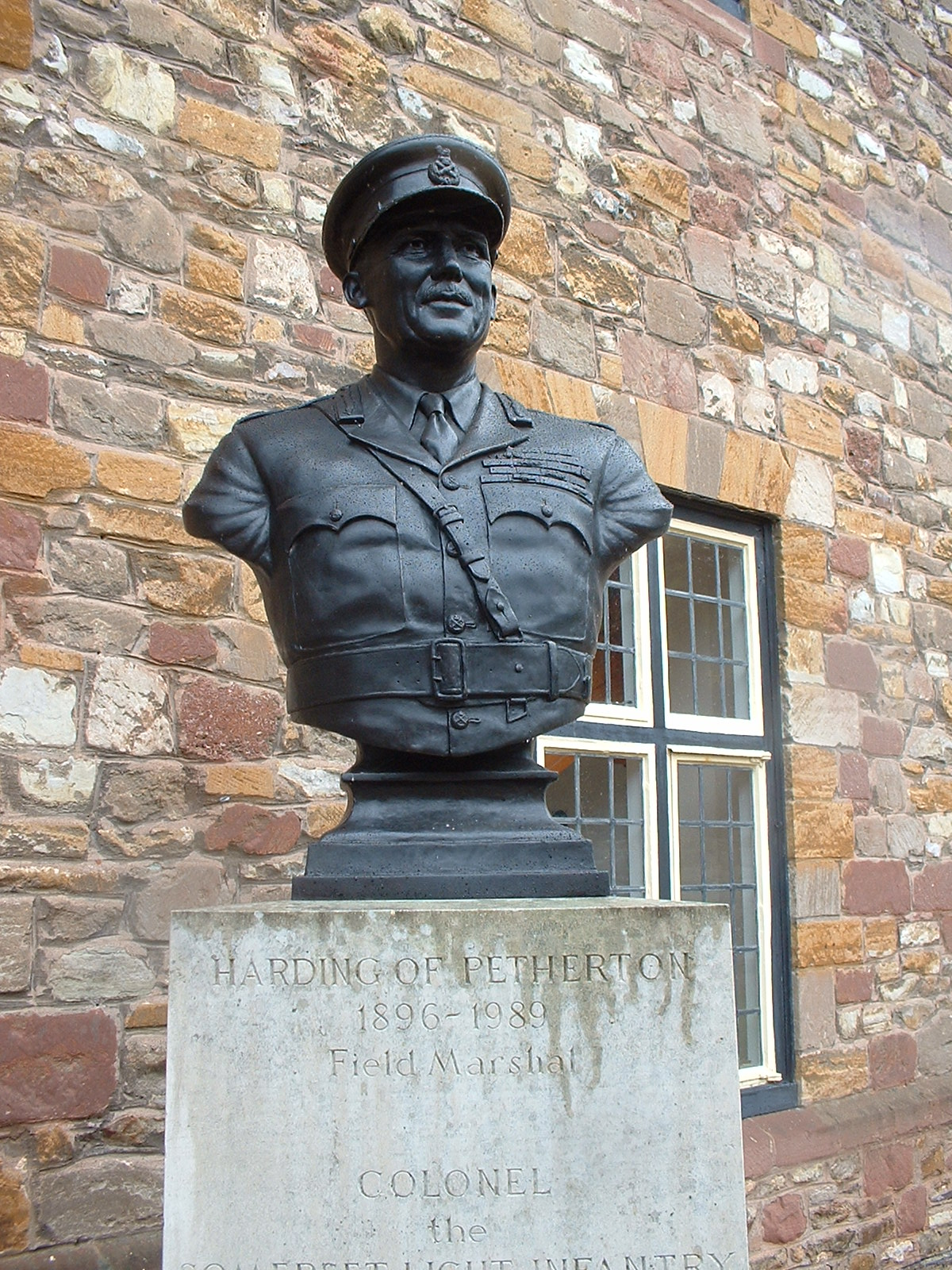
Джон Хардинг, 1-й барон Хардинг Петертонский (1896—1989)

Барон Хардинг Петертонский из Нетер-Комптона в графстве Дорсет — наследственный титул в системе Пэрства Соединённого королевства. Он был создан 15 января 1958 года для фельдмаршала сэра Джона Хардинга (1896—1989). Он был начальником имперского генерального штаба (1952—1955) и губернатором Кипра (1955—1957). 
По состоянию на 2024 год носителем титула является его внук, 3-й барон Хардинг Петертонский (род. 1969), который сменил своего отца в 2016 году.

## Бароны Хардинг из Петертона (1958)
- 1958—1989: Фельдмаршал Аллан Фрэнсис Джон Хардинг, 1-й барон Хардинг Петертонский (10 февраля 1896 — 20 января 1989), сын Фрэнсиса Эбенезера Хардинга[1];
- 1989—2016: Джон Чарльз Хардинг, 2-й барон Хардинг Петертонский (12 февраля 1928 — 6 июня 2016), сын предыдущего[2];
- 2016 — настоящее время: Уильям Алан Джон Хардинг, 3-й барон Хардинг Петертонский (род. 5 июля 1969), старший сын предыдущего[3];
  - Наследник: достопочтенный Ангус Джон Эдуард Хардинг (род. 2001), старший сын предыдущего[4];
    - Наследник наследника: достопочтенный Манго Ричард Джон Хардинг (род. 15 июня 2003), младший брат предыдущего[5].